# Badenweiler
Badenweiler (alem. Badewiler) – miejscowość i gmina uzdrowiskowa w Niemczech, w kraju związkowym Badenia-Wirtembergia, w rejencji Fryburg, w regionie Südlicher Oberrhein, w powiecie Breisgau-Hochschwarzwald, wchodzi w skład związku gmin Müllheim-Badenweiler. Leży ok. 30 km na południowy zachód od Fryburga Bryzgowijskiego.
Znajdują się tu ruiny łaźni rzymskiej oraz ogród botaniczny.

## Sport
W miejscowości rozgrywany jest kobiecy turniej tenisowy, pod nazwą International Badenweiler Open, zaliczany do rozgrywek ITF, z pulą nagród 15 000 $

## Współpraca
- Taganrog, Rosja
- Vittel, Francja

## Galeria

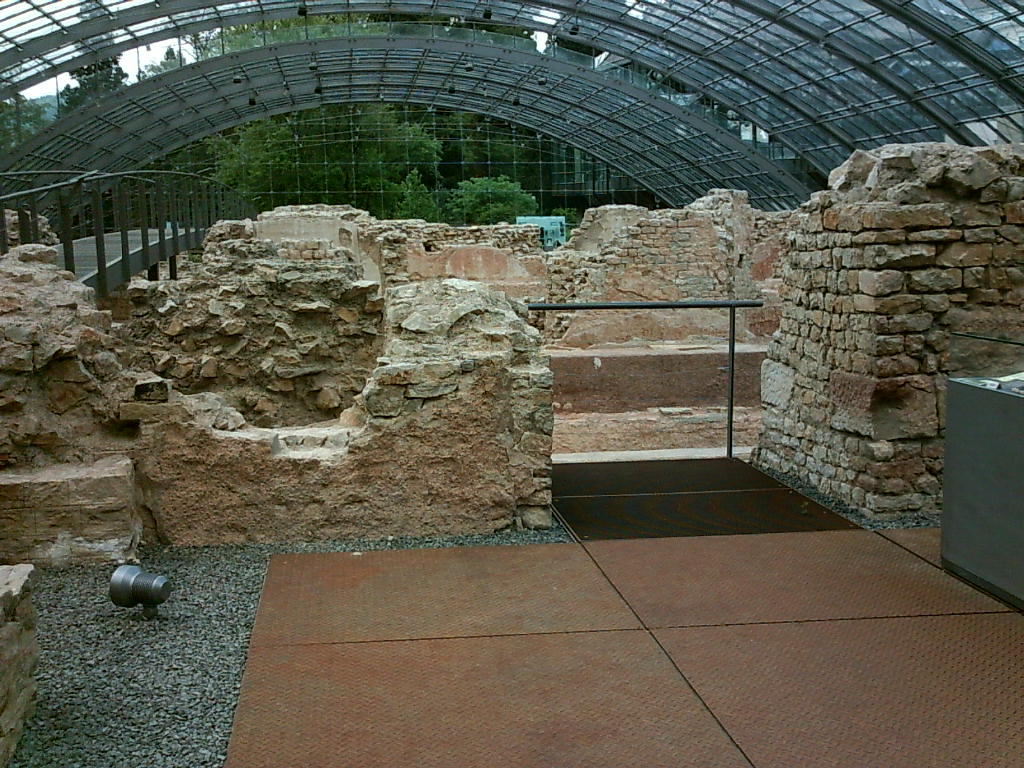
Ruiny łaźni rzymskiej
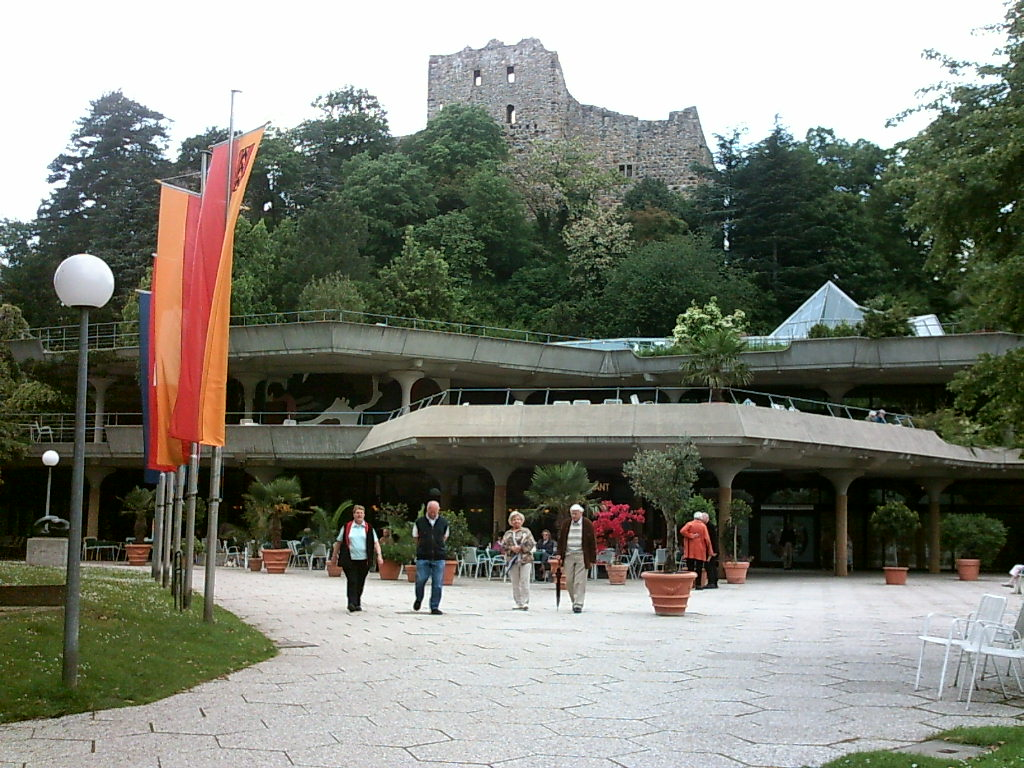
Ruiny średniowiecznego zamku Baden[1] i dom zdrojowy
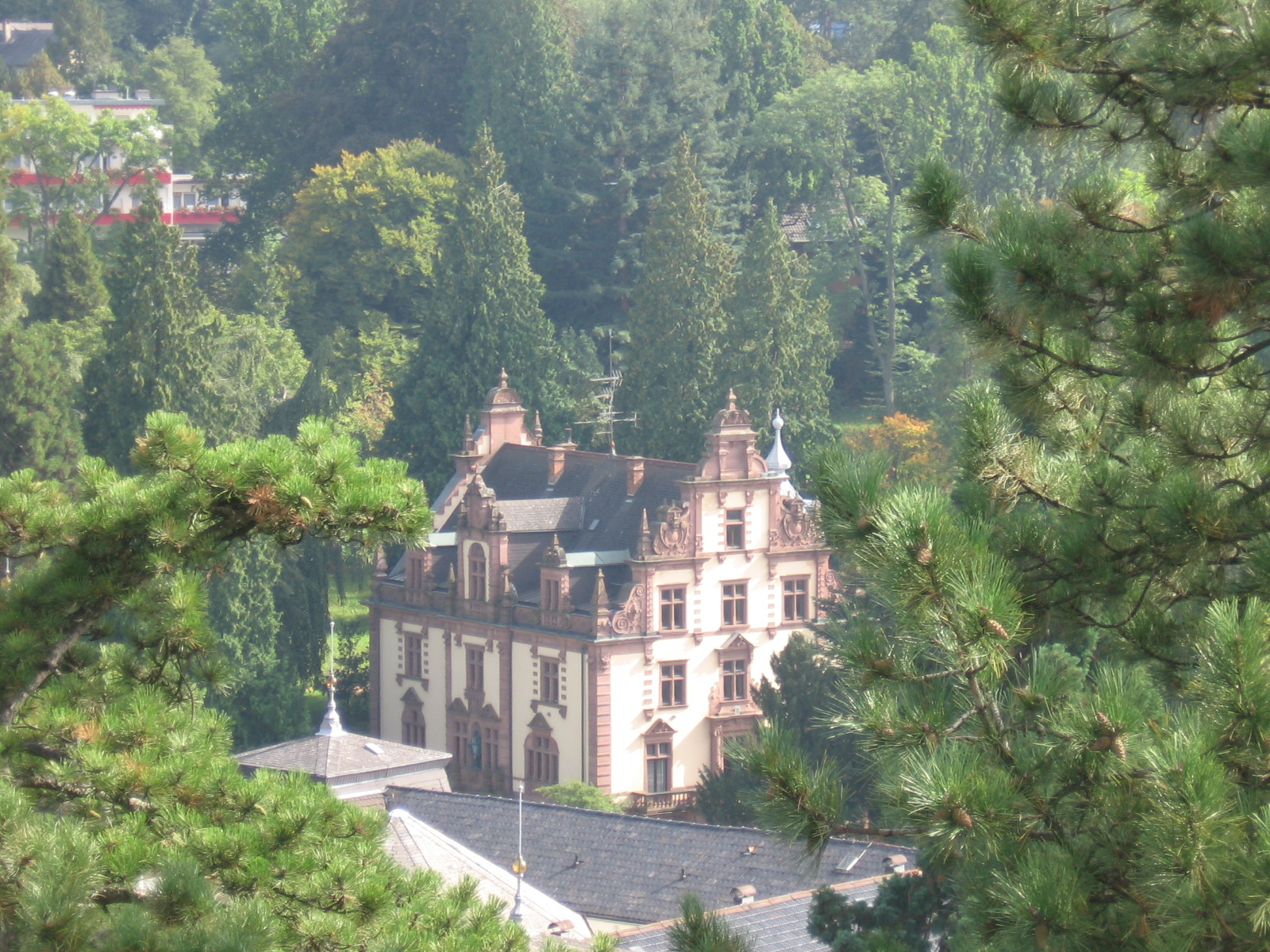
Pałac Wielkiego Księcia
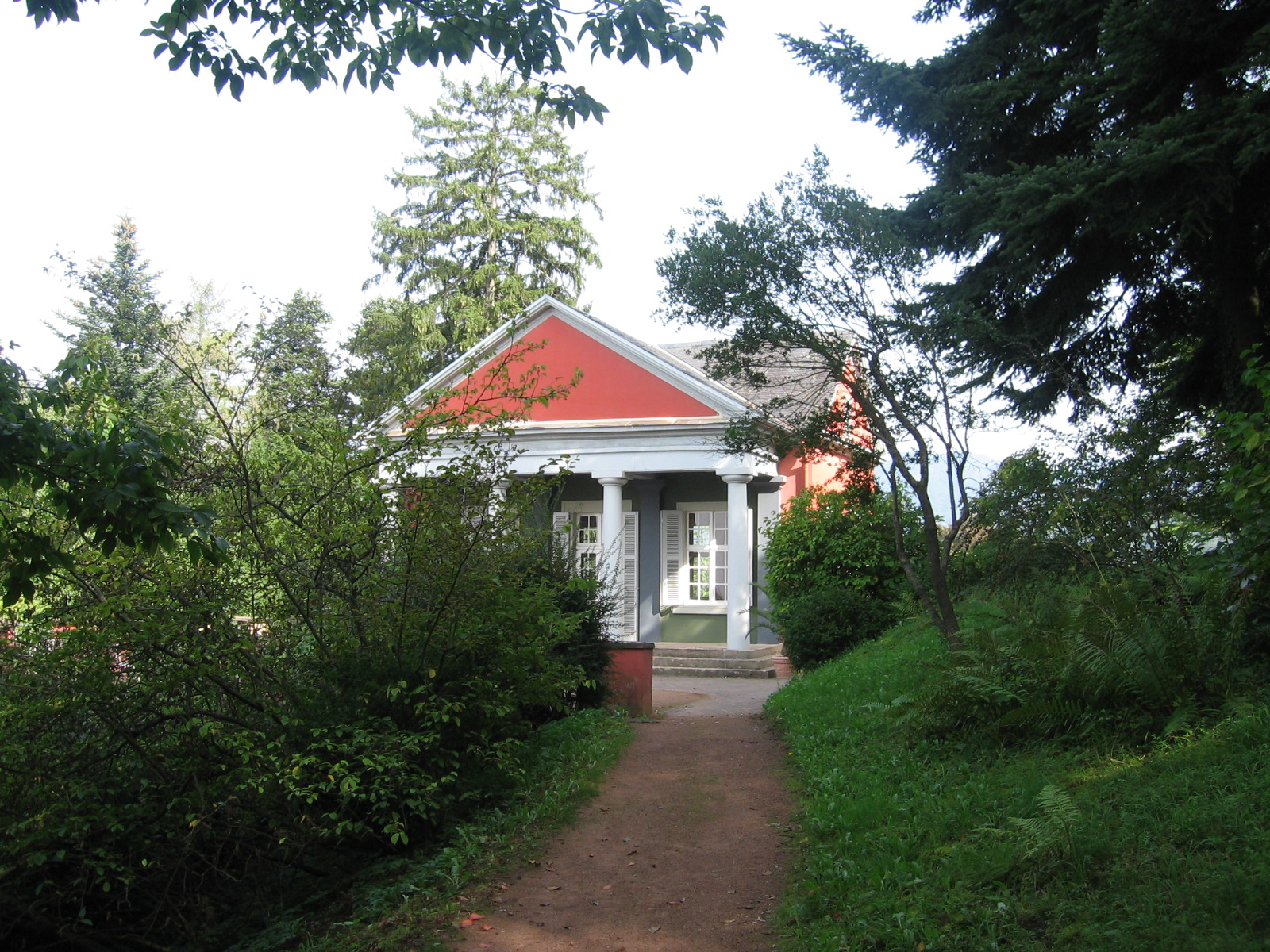
Belvedere[4][5] (pałac przyjemność)
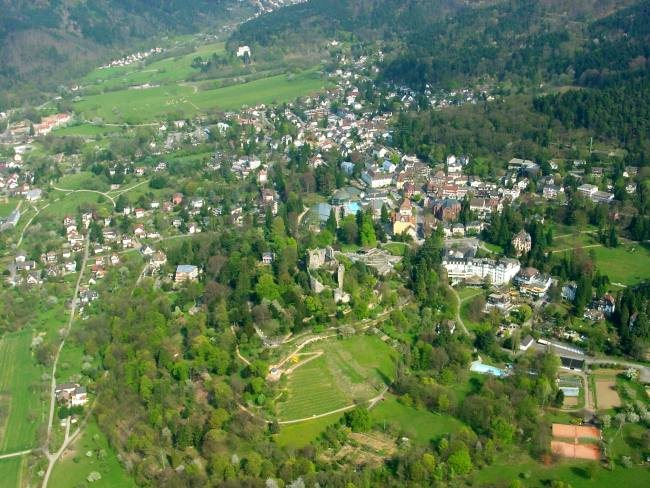
Badenweiler z lotu ptaka

Anton Czechow:

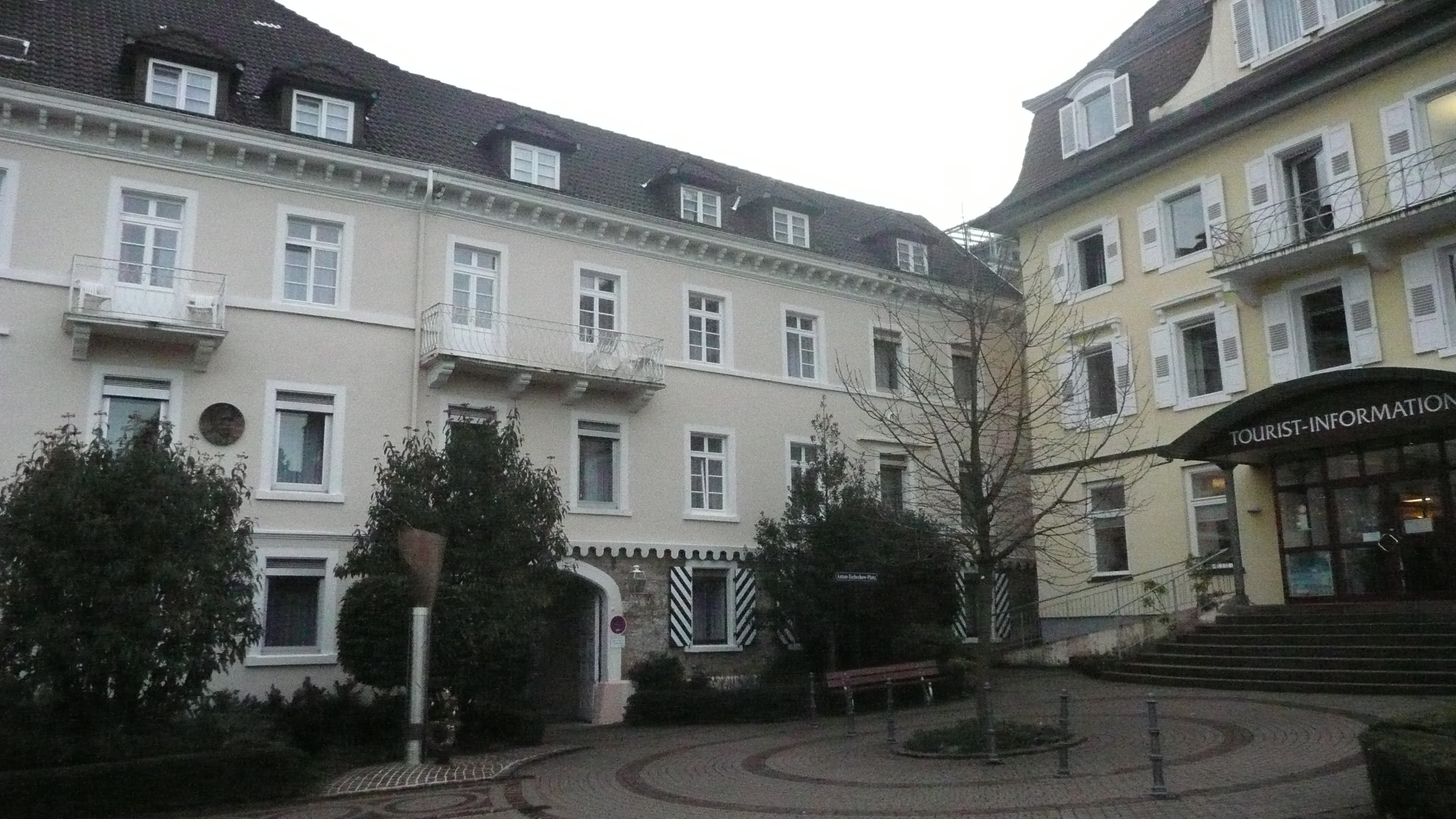
Plac Czechowa
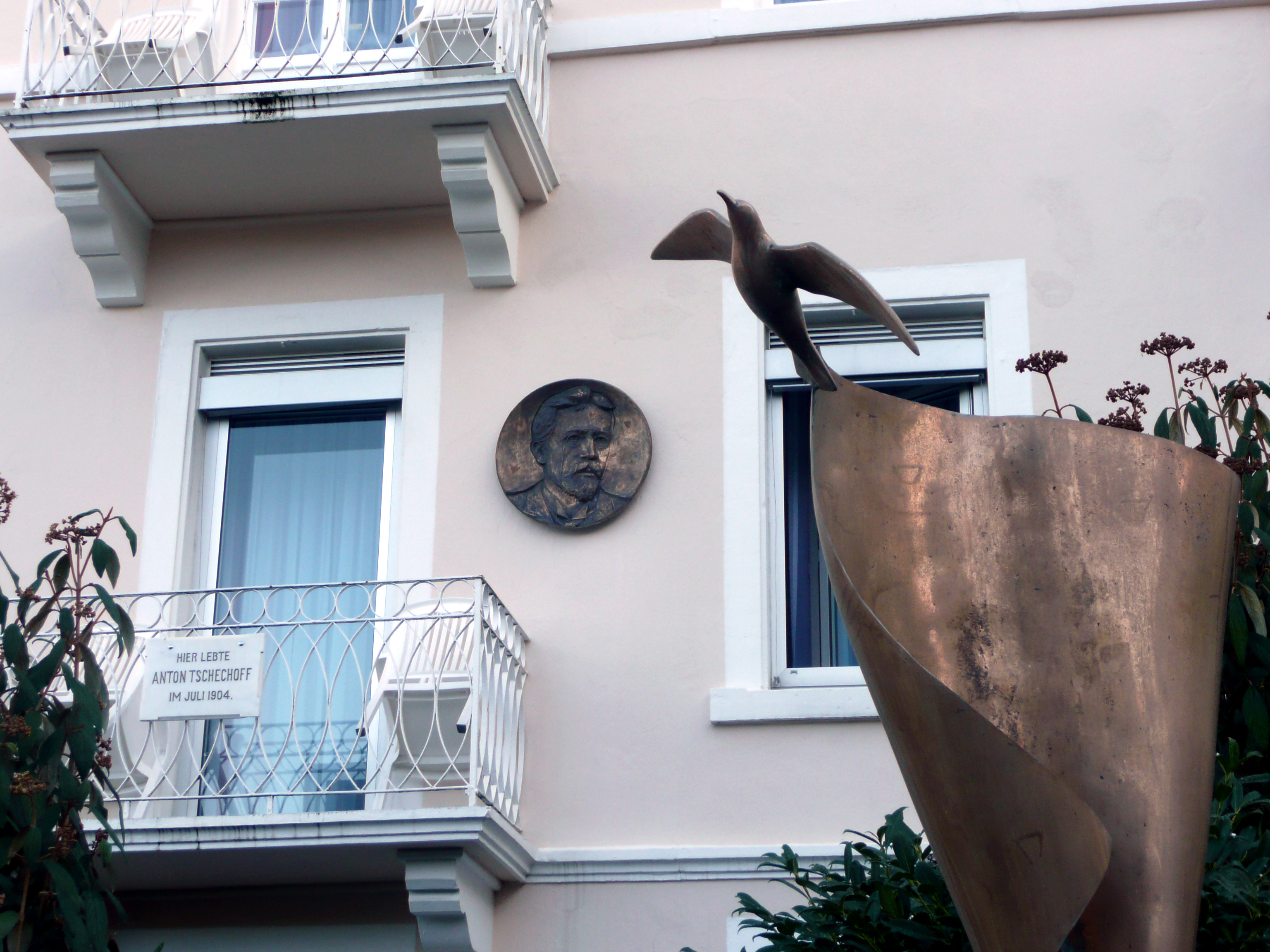
Pokój śmierci i rzeźba Mewa
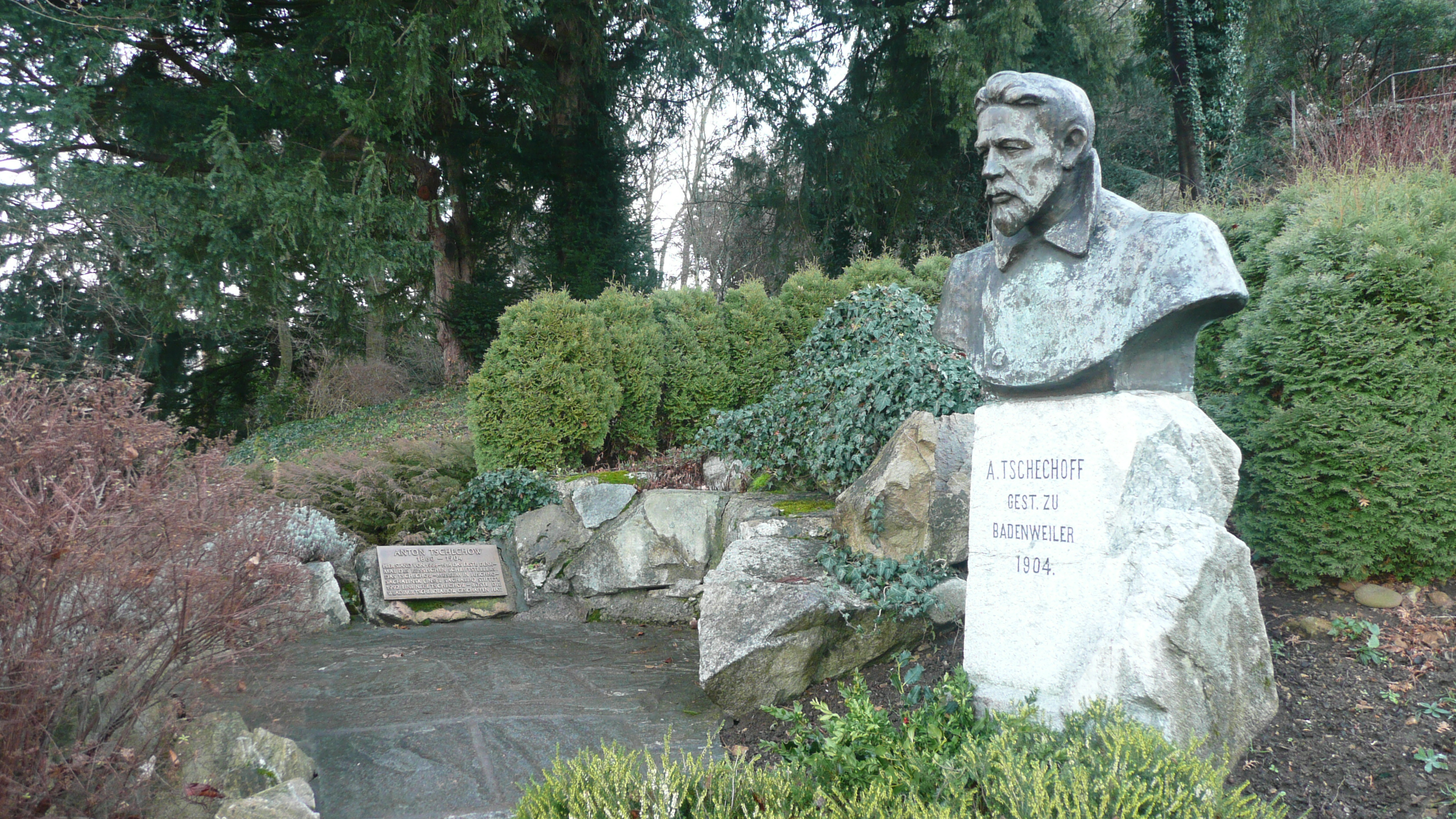
Pomnik
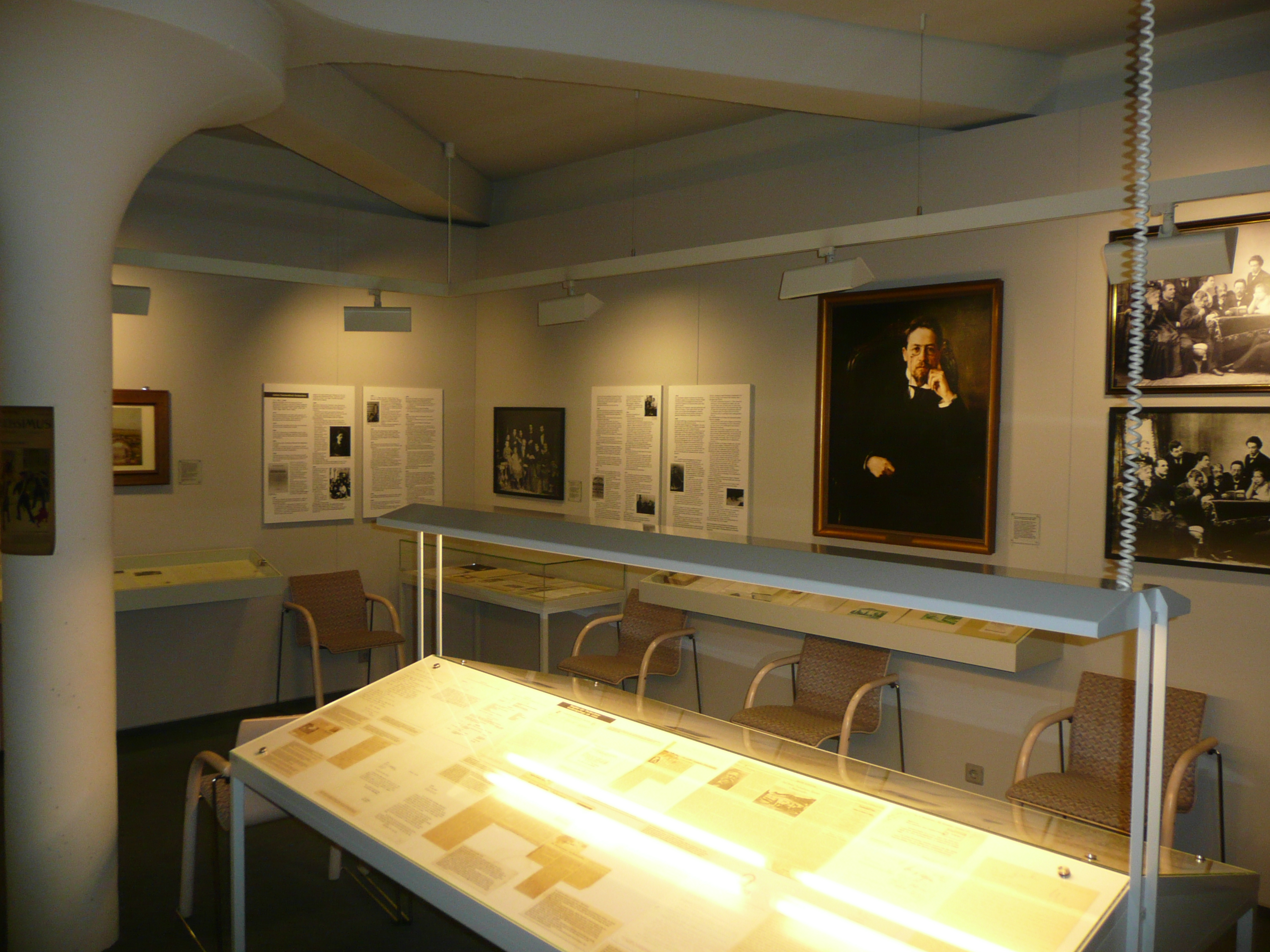
Salon[7][8] (muzeum)